# Tan (album)
Tan – koncertowy album Kultu, wydany w 1989 roku na płycie winylowej i kasecie, a w 1993 również na CD. Nagrania dokonano podczas koncertów w klubie Remont w Warszawie 1 i 2 sierpnia 1988 roku – czyli jeszcze przed dołączeniem do zespołu Rafała Kwaśniewskiego i wydaniem albumu Kaseta. W czerwcu 1998 wytwórnia S.P. Records wydała wznowienia (CD i kaseta) z inną okładką.
Album zawiera koncertowe wersje trzech przebojów zespołu oraz sześć niepublikowanych dotąd utworów.

## Lista utworów
1. „Ambitni piloci” (K. Staszewski / Kult) – 3:39
2. „Waeren” (K. Staszewski, Kult) – 5:04
3. „Konsument” (K. Staszewski / Kult) – 4:31
4. „Mieszkam w Polsce” (K. Staszewski / Kult) – 6:09
5. „TDK Kaseta” (K. Staszewski / Kult) – 4:32
6. „Drugie elektryczne nożyce” (K. Staszewski / Kult) – 5:54
7. „Arahja” (K. Staszewski / Kult) – 3:24
8. „Tabako” (K. Staszewski / Kult) – 2:54
9. „Młodzi warszawiacy” (K. Staszewski / Kult) – 3:05

## Wykonawcy
- Kazik Staszewski – saksofon, śpiew
- Janusz Grudziński – instrumenty klawiszowe, gitara
- Irek Wereński – gitara basowa
- Piotr Morawiec – gitara
- Paweł Szanajca – saksofon
- Krzysztof Banasik – waltornia
- Piotr Falkowski – perkusja

oraz gościnnie:
- Sławomir Pietrzak – gitara
- Paweł Jordan – saksofon
- I. C. Radulescu